# M'saken
M'saken (arabe : مساكن) est une ville du Sahel tunisien située à une douzaine de kilomètres au sud de Sousse et environ 140 kilomètres au sud de Tunis par l'autoroute A1.
Rattachée administrativement au gouvernorat de Sousse, elle constitue une municipalité comptant 60 165 habitants en 2014 et étendue sur 12 650 hectares. Il est à noter un accroissement du nombre d'habitants en été en raison du retour des expatriés travaillant majoritairement en France.
Le climat de M'saken subit les influences méditerranéennes.

## Étymologie
L'origine du mot M'saken provient, selon certains, de masaken (pluriel de masken) signifiant « habitat », « maison » ou « logement ». Ibn Khaldoun avance pour sa part que la ville doit son nom à la tribu arabe des Beni Meskine qui contrôle la région au XIVe siècle.

## Histoire
Dans son ouvrage Tunisie et Tunisiens, l'essayiste historique François Bournand avance que M'saken était une ville sainte : « Sa qualification de lieu saint lui vient de la médersa de Sidi-Ali-ben-Khalifa, école célèbre, non seulement dans la Régence, mais dans la Tripolitaine, l'Algérie, et qui a acquis par l'enseignement supérieur qu'on y professe, par le nombre considérable d'élèves qu'elle reçoit, l'importance d'une université. Msaken est la Séville, la Padoue, l'Oxford, la Cologne de la Tunisie [...] L'accès de cette cité sainte est formellement interdit aux chrétiens... ».
Selon la municipalité de M'saken, la ville a été fondée au début du VIIIe siècle de l'hégire par des descendants du prophète Mahomet venus du Hedjaz. Il se divisent en cinq forteresses entourant la mosquée El Aousat et donnant naissance aux quartiers modernes de Njejra, Kebline, Menâama, Jebline et Jdidine.
La ville est érigée en municipalité le 19 février 1921 puis subdivisée en deux arrondissements municipaux : La Cité nouvelle le 24 février 1999 et M'saken Sud le 19 février 2000.

## Culture
La maison de la culture de M'saken, inaugurée en septembre 1965 par le président Habib Bourguiba, compte douze clubs couvrant diverses activités (informatique, audiovisuel, calligraphie, musique, littérature, arts plastiques, échecs, théâtre, peinture sur soie et sur verre, etc.). Elle organise également la Foire du livre, le Festival des arts de la rue, le Festival Chedli-Anouar de musique et les Journées cinématographiques pour l'enfance. Un théâtre en plein air, ouvert en 2000, accueillent diverses festivités.

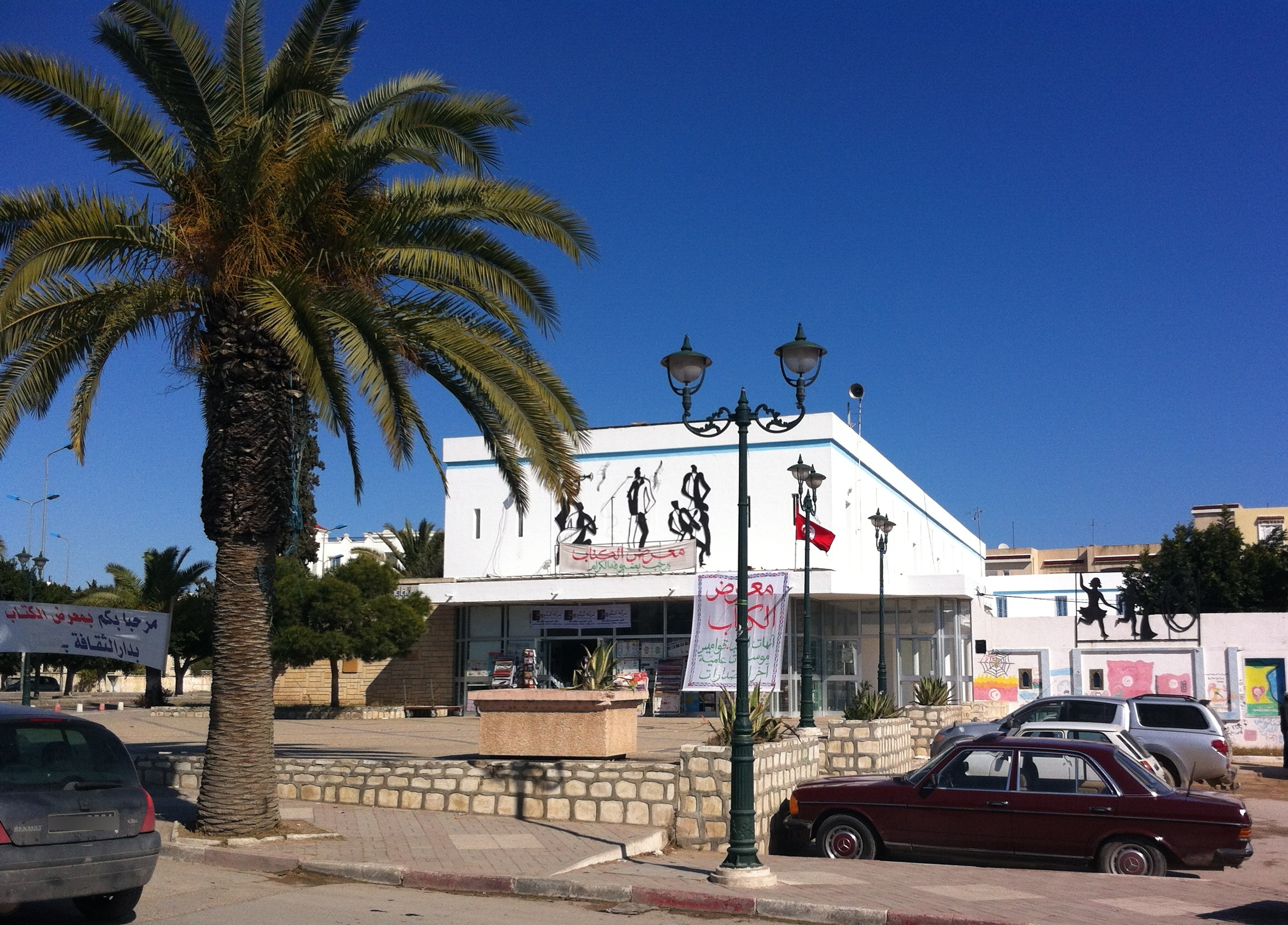
Foire du livre 2012 à la maison de la culture.
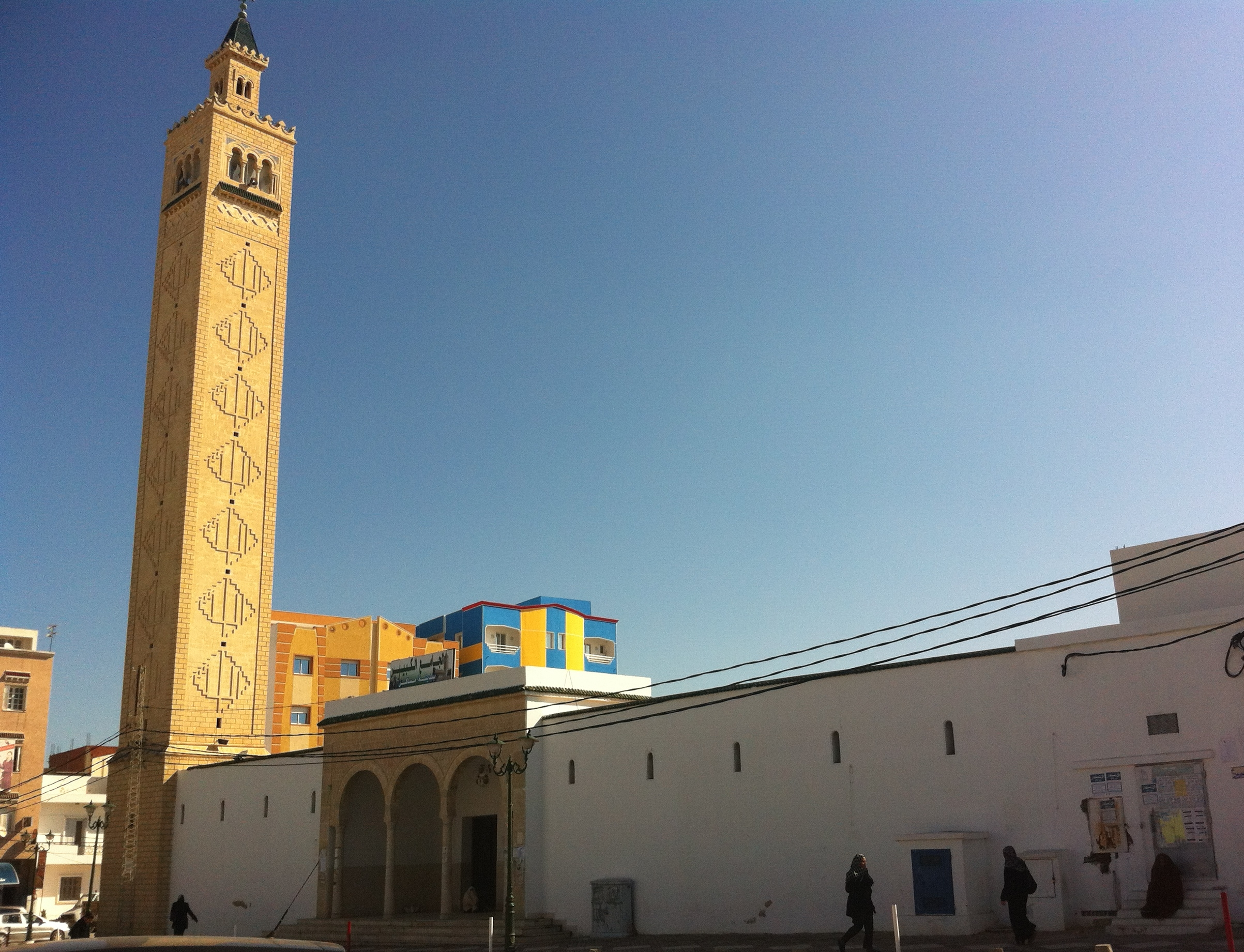
Grande mosquée de M'saken.

La ville dispose de quatorze écoles primaires, quatre écoles secondaires et trois lycées secondaires.
M'saken abrite également quelques édifices historiques, dont la mosquée El Aousat érigée par les fondateurs de M'saken, le palais de Chakir Saheb Ettabaâ construit en 1828 et légué sous le règne d'Ahmed Ier Bey au général Hassen Magroun, une quinzaine de zaouïas et les médersas des cheïkhs Ezrelli et Ali Ibn Koulaïfa.

## Politique

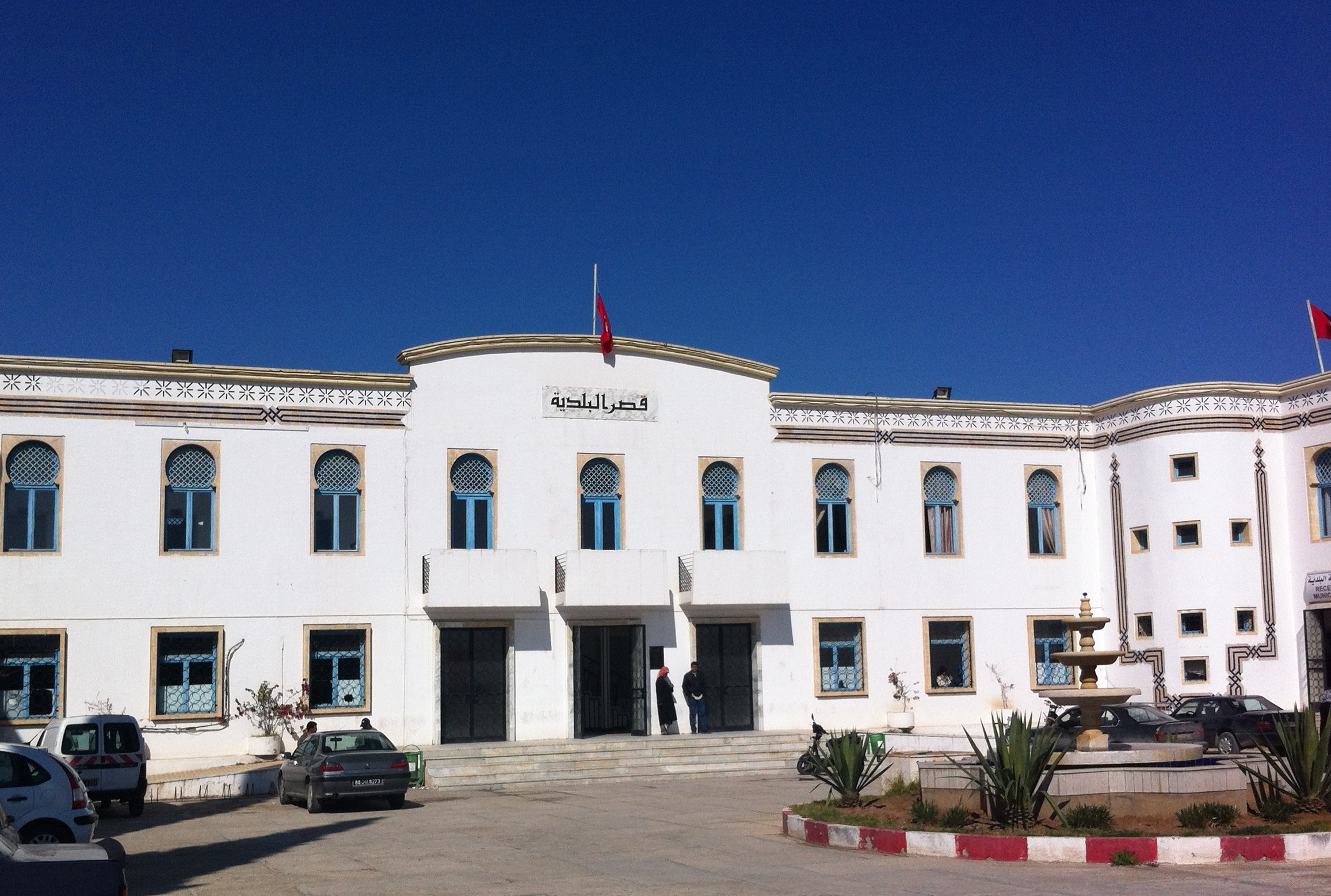
Hôtel de ville de M'saken.

Le Conseil municipal se compose de 19 membres depuis 1990.

## Économie
L'exploitation de l'huile d'olive est une importante activité économique durant l'hiver en raison des quelque trois millions d'oliviers qui entourent la ville.
Le flux migratoire, lancé par la collectivisation des années 1960, a un impact sur la ville par les transferts des revenus du travail de la part des émigrants. À M'saken, ils progressent rapidement durant les années 1990. Mais si les transferts de fonds gardent une place prépondérante, les transferts réalisés sous la forme de marchandises achetées dans le pays d'installation prennent une place croissante.
Ces transferts contribuent largement au développement des activités économiques locales telles que le bâtiment ou le commerce de voitures d'occasion et de pièces détachées. De plus, ils permettent le financement de nombreuses entreprises commerciales, artisanales et industrielles créées à l'initiative d'anciens émigrés (ceux qui sont rentrés au pays dans les années 1980) : ces entreprises créent aujourd'hui de nombreux emplois et sont la première richesse financière de la ville. M'saken possède une abondante main d'œuvre bon marché venue des villages alentour tels que Knaies, Bourjine ou encore Sidi El Hani. Chaque jour, ils sont des milliers de travailleurs et travailleuses à se rendre en ville en transports en commun (bus) et taxis collectifs (louages).

## Sport
Le Croissant sportif de M'saken est l'équipe de football de la ville. Elle atteint le carré d'or des demi-finalistes de la coupe de Tunisie de football, le 23 avril 2006, en battant le Stade tunisien ; c'est la première fois qu'un club de quatrième division atteint un tel niveau. C'est dans ce club que Zoubaier Baya commence et termine sa carrière sportive.
M'saken possède également une équipe de rugby à XV, l'Association sportive de M'saken, qui figure au premier rang du championnat national. L'équipe de handball dispose également d'un rang honorable dans la division d'honneur du championnat tunisien.
M'saken dispose d'un stade municipal d'une capacité de 5 000 places, une salle omnisports d'une capacité de  2 000 places, inaugurée en 1995, et un terrain gazonné de rugby avec des gradins d'une capacité de 2 000 places, ouvert en 1990.